# أحمد الحازم
أحمد الحازم(11 فبراير 1977 -)، مغني سعودي.

## حياته نشأته
أحمد حزام المالكي من أبناء المنطقة الجنوبية، ولد سنة 1977، أنتقل إلى مدينة جدة ليلتقي بكبار الموسيقيين آنذاك ومن ثم ارتحل إلى مدينة الرياض لتكن محطته الأخيرة في اقتضاء حياته الفنية والاجتماعية ليعيش بهدوء ناثراً عبير فنة في قلب نجد .من مواليد بني مالك جنوب محافظة الطائف 140كلم، عاش مع أسرته ومارس أسلوب الحياة الريفية تلقى تعليمه حتى المرحلة الثانوية وانتقل إلى مدينة جدة ثم واصل رحلته إلى مدينة الرياض لدراسة المرحلة الجامعية وتبدأ انطلاقته الفنية الرسمية من خلال أول اللبوم غنائي مع شركة الاوتار الذهبية .
متزوج ويعمل في قطاع التعليم الحكومي، يعيش وسط اشقائه في مدينة الرياض حالياً .

## مسيرته
بداء مسيرته الفنية منذ عام 1415 هجري، عاش عاشقاً للعزف والغناء منذ وقت مبكر من العمل، رافق كبار الفنانين والموسقيين مثل الراحل عمر كدرس ومحمد شفيق وتتلمذ في مدرسة الفنون الشرقية، عشق الغناء بموهبة حقيقية واقتحم المجال الفني بالعديد من الجلسات والأغاني الخاصة رافق كبار الشعراء الذين أعجبو بخامة صوته ليقتحم الساحة الفنية بالالبوم الأول (قدام عينك) عام 1421 -1422هجري وتعاون فيه مع كبار الشعراء وحقق انتشار ومبيعات واسعة اربكت الوسط الفني .

## أعماله
تتالت الإنتاجات الغنائية حتى قدم الالبوم الرسمي الثاني عام 1428 هجري بعنوان (خلك من سواليفك ) تضمن كوكبة منيرة من الالحان الشرقية والكلاسكية، بعدها حقق العديد من اللقاءات التلفزيوية والاذاعية العريضة ليظهر بالالبوم الثالث (مايهزك ريح) في مطلع عام 1431 هجري إذا قدمه بشكل مناسب لربما لم يحقق طموحاته العالية ويعود ذلك لسقطة الإنتاجي في الوسط الفني عموماً. ويبرز أيضاً في الفن التشكيلي وفن الرسم وحصل على شهادة الماجستير في الفنون

## أعماله الفنية

### البوماته
- قدام عينك
- خلك من سواليفك
- مايهزك ريح

### مشاركاته
- شارك في أوبريت (التلاحم)
- شارك في أوبريت (مسيرة الأمجاد )
- شارك في أوبريت (بشاير الخير )

### تعاونات فنية
- تعاون مع الفنان محمد عبده
- تعاون مع الشاعر محمد حوقان أغنية ياسيد الحسن
- تعاون مع الملحن شادي نجد تلحين أغنية سعد الخريجي

تعاون مع الملحن خالد الدوسري تلحين (وحداني, ود قلبك)
- تعاون مع الشاعر سعد الخريجي (ولا تزعل ولا يهمك, قدام عينك, ود قلبك, ما يهزك ريح )
- تعاون مع الشاعر سعود الدوسري (جروحي القديمة, شوفني مع غيرك, شكراً)
- تعاون مع الشاعر بندر العمري (صبري عليك, لايكون, أحبك, بدري عليك)
- تعاون مع الشاعر بدر شعيل أغنية أعشق عيوبك
- تعاون مع الشاعر سلطان الشهري أغنية صباح الورد
- تعاون مع الشاعره روبا الدويكات أغنية تهت بدموعي
- قدم لحن أغنية للفنان محمد السليمان لا تنساني بالمرة